# Слободан Којић
Слободан Којић (Кикинда, 1944) српски је вајар, редовни професор на Факултету ликовних уметности на Цетињу и директор Центра за ликовну и примењену уметност Тера у Кикинди.

## Образовање
Дипломирао је 1971. године на Академији ликовних уметности у Београду, одсек вајарство. На истој Академији је 1974. године завршио постдипломске студије у класи професора Миодрага Поповића.

## Стваралаштво
Вајарски опус Слободана Којића почиње седамдесетих година прошлог века. Учествовао је на бројним колективним изложбама у тадашњој Југославији, али и у иностранству. Аутор је самосталних изложби у Београду (1985. у галерији Коларчевог народног универзитета и 1990. у Галерији ликовних уметности Културног центра), Загребу (1987. у Салону галерије Карас), Новом Саду (1994. године у галерији „Златно око“). Учествовао је на следећим симпозијумима и колонијама: Интернационални симпозијум Тера (Кикинда), Борска ликовна колонија Бор – Бакар (Бор), Интернационални симпозијум скулптуре „Нанто Пиетра“ (Венеција), Апатински вајарски сусрет „Меандер“ (Апатин). Опробао се у раду различитим материјалима: мермеру, бронзи, дрвету, угљу, камену, глини.

### Скулптуре на јавним местима
Најзначајније изведене и постављене скулптуре на јавним местима су:
- Велики рељеф, теракота, испред градске пивнице, Зрењанин
- Породица, фонтана у бронзи, Кикинда
- Споменик кикиндским интернирцима у Норвешкој, мермер, Кикинда
- Већи број скулптура у дворишту атељеа Тера, теракота, Кикинда
- Споменик мокринском партизанском одреду, мермер, Мокрин
- Споменик Братство и јединство, мермер, Банатска Топола
- Скулптура у теракоти, Нови Сад
- Скулптура у дрвету, Бањалука
- Скулптура у камену, Вићенца
- Скулптура у теракоти, Венеција

Аутор је и већег броја биста посвећених јавним личностима и револуционарима.

### Скулптуре у збиркама
Којићеве скулптуре налазе се и у збиркама Музеја савремене уметности Војводине, Савремене галерије у Зрењанину, Галерији савремене уметности Народног музеја у Кикинди, Центру за ликовну и примењену уметност Тера у Кикинди, Савременој галерији у Панчеву, Музеју мира у Шпанији, Градској кући у Израелу, у музејима и галеријама у бившим републикама СФРЈ и приватним колекцијама у Јапану, Италији, Норвешкој, Израелу, Шпанији, САД.

## Тера
1982. године, Слободан Којић, покренуо је симпозијум скулптуре у теракоти - Тера. Симпозијум има интернационални карактер. Јединственост овог симпозијума огледа се у томе што је ово једини симпозијум скулптуре великог формата у теракоти. Од оснивања, Којић је на челу симпозијума, односно Центра за ликовну и примењену уметност Тера, под чијим окриљем се симпозијум одржава.

## Награде
- 1984. Награда УЛУВ-а за скулптуру, Нови Сад
- 1987. Награда критике на VIII југословенском бијеналу мале пластике, Мурска Собота
- 1988.  награда на Интернационалном симпозијуму скулптуре у камену „Нанто Пиетра“, Венеција
- 1989. Награда за скулптуру на V Панчевачкој изложби југословенске скулптуре
- 1990. Награда Фонда за финансирање културе Београда
- 1990. Награда за најбољу самосталну изложбу
- 1993. Награда „Искра културе“ КПЗ Војводине
- 1993. Награда XXXIV октобарског салона, Београд
- 1994. Награда за најбољу изложбу „Златно око“
- 2014. Награда Сава Шумановић[4]

Члан је Удружења ликовних уметника Србије и Удружења ликовних уметника Војводине. Живи у Кикинди.

## Галерија
- Породица, Кикинда, 1980.
- Споменик мокринском партизанском одреду, Мокрин
- Спомен биста Роберта Толингера, Кикинда, 1979.
- Споменик интернирцима, Кикинда, 1975.